# Теорія пластичності
Тео́рія пласти́чності (англ. theory of plasticity) — розділ механіки суцільних середовищ, завданнями якого є визначення напружень і переміщень у деформованому тілі за границею пружності. Щиро кажучи, в теорії пластичності вважається, що напружений стан залежить лише від шляху навантажування в просторі деформацій і не залежать від швидкості цього навантажування. Врахування швидкості навантажування можливий в рамках загальнішої теорії в'язкопластичності.
Теорія пластичності металів і полімерів знайшла застосування у машинобудуванні, де часто доводиться розглядати деформацію деталей і їх заготовок за границею пружності, що дозволяє залучити додаткові ресурси міцності конструкції. В технологічних процесах виробництва деяких елементів конструкцій передбачені спеціальні операції, що дозволяють шляхом пластичного деформування підвищувати тримкість деталей в межах пружності. Теорія пластичності ґрунтів й гірських порід застосовується в геології, а також у проектуванні споруд.

## Історична довідка
Перші роботи з теорії пластичності були опубліковані у семидесятих роках XIX століття А. Сен-Венаном і М. Леві, котрим належить пріоритет у створенні одного з варіантів теорії пластичності, а також отримання основних рівнянь задачі плоскої деформації. У 1909 р. опублікована робота А. Хаара і Т. фон Кармана, у якій було зроблено спробу виведення основних рівнянь теорії пластичності з варіаційного принципу. У статті Р.  фон Мізеса (1913 г.) система рівнянь Сен-Венана — Леві була доповнена іншою умовою пластичності (яка ще у 1904 році була також отримана М. Губером). Згодом Г. Генкі, Л. Прандтль і Ріхард фон Мізес отримали основні рівняння різних варіантів теорії пластичності та задачі плоскої деформації. У 20-х роках XX-го століття у низці праць були опубліковані результати експериментальної перевірки різних гіпотез й наведені розв'язки задач теорії пластичності.

## Варіанти теорій пластичності
Відома велика кількість різних варіантів теорій пластичності, що відрізняються обраними визначальними рівняннями, покладеними в їх основу, які описують поведінку середовища.

### Деформаційна теорія пластичності
Деформаційна теорія активно розвивалась академіком О. А. Іллюшиним. В рамках деформаційної теорії пластичності тіло ідеалізується як нелінійно пружне. Зокрема, для заданого деформованого стану напружений стан не залежить від конкретного шляху навантаження у просторі деформацій.
Переваги теорії полягають в її простоті і можливості передбачення максимальних зусиль в умовах монотонного пропорційного навантажування.
Недоліком теорії є її непридатність у разі зміни знака навантаження а також у разі складного навантаження. Теорія не придатна для опису таких феноменів як:
- ефект гістерезису;
- локалізація деформацій (зокрема, шийкоутворення);
- ефект Баушінгера;
- залишкові напруження;
- явище розпружинювання.

З розвитком обчислювальної техніки та обчислювальних методів механіки суцільних середовищ деформаційну теорію витіснила досконаліша теорія плинності.

### Теорія плинності
В рамках теорій плинності тензор деформацій розділяється на пружну і пластичну складові. При цьому напруження описуються однозначною функцією пружних деформацій, а прирости пластичних деформацій або швидкостей пластичних деформацій залежать від напружень. При формулюванні визначальних співвідношень дається велика свобода вибору між різними підходами.
Переваги теорії плинності полягають у її універсальності. Деякі моделі пластичності, побудовані у рамках цих теорій, придатні для адекватного описування згаданих вище явищ.
За допомогою відповідних моделей можливе визначення моменту локалізації деформацій. Більше того, моделі цієї групи допускають узагальнення для врахування таких ефектів, які спостерігаються при пластичних деформаціях:
- в'язкість, повзучість і релаксація напружень;
- пошкоджуваність матеріалу і втомне руйнування;
- нагрівання матеріалу і залежність пластичних властивостей від температури;
- зміна текстури.

У подальших дослідженнях активно ведуться роботи зі створення моделей теорії пластичності для металів з пам'яттю форми, а також моделі, що враховують зміну мікроструктури (подрібнення зерна, еволюція дислокаційних структур) в умовах інтенсивної пластичної деформації.

### Загальні недоліки
1. Для калібрування моделей, що враховували б велику кількість ефектів, потрібно проводити значну кількість складних експериментів.
2. У випадку великих деформацій розділення деформації на пружну і непружну складові неможливо зробити однозначно.
З розвитком обчислювальної техніки переважна більшість моделей пластичності, що пропонується комерційними розрахунковими комплексами є моделі плинності. Вони добре поєднуються з методом скінченних елементів (МСЕ), що стали стандартом у практиці інженерних розрахунків на міцність.

## Наукова періодика
Спеціалізованим науковим журналом з теорії пластичності є International Journal of Plasticity [Архівовано 23 листопада 2016 у Wayback Machine.].
Також, прикладні питання формування матеріалів обговорюються у наукових журналах
- International Journal of Material Forming [Архівовано 27 квітня 2017 у Wayback Machine.];
- Проблемы прочности.